# Overnet
Overnet fue una red de ordenadores P2P descentralizada, normalmente usada para compartir grandes archivos. Overnet implementaba una variante del algoritmo Kademlia.
Fue una creación de Jed McCaleb, el creador de eDonkey 2000. A finales de 2006 la red Overnet fue descontinuada debido a presiones de la RIAA y otros.

## Cierre de MetaMachine y desaparición del cliente eDonkey
La compañía propietaria del programa, MetaMachine, alcanzó un acuerdo en 2006 con la RIAA para evitar un juicio por infracción de los derechos de propiedad intelectual. La compañía dejó de distribuir su software y acordó pagar una compensación de 30 millones de dólares.
El 12 de septiembre de 2006 el programa eDonkey2000 cerró sus puertas. Con una planificación previa, el propio software eDonkey2000, al ser ejecutado, informaba a los usuarios sobre "el fin de la red eDonkey2000", para acto seguido cerrarse, e inmediatamente, sin intervención del usuario, iniciar la auto-desinstalación. No obstante, se puede comprobar por ahora que la red eDonkey2000 sigue funcionando, usando otros programas como EMule, MLDonkey, etc.
El mensaje que se podía leer en la página www.overnet.com era, en su traducción al castellano, el siguiente: 
```
"La red eDonkey2000 ya no está disponible. Si robas música o películas, estás infringiendo la ley. 

Cortes de todo el mundo -- incluida la Corte Suprema de los Estados Unidos de América -- han regulado 
que empresas y personas pueden ser perseguidas por realizar descargas ilegales.

No eres anónimo cuando descargas ilegalmente material con derechos de autor.

Tu dirección IP es x.x.x.x y ha sido registrada. 

Respeta la música, realiza descargas legales."

Adiós a todos. 

```